# José Pedro Croft
Pour les articles homonymes, voir Croft.
José Pedro Croft est un artiste plasticien né en 1957 à Porto. Considéré comme l’un des principaux représentants du renouveau de la sculpture portugaise, il est largement reconnu pour ses sculptures géométriques et ses peintures.

## Biographie
José Pedro Croft est né à Porto en 1957. Il étudie la peinture à la Escola Superior de Belas Artes de Lisbonne où il vit depuis son adolescence. Il est l’un des principaux représentants du renouveau de la sculpture portugaise qui a débuté dans les années 80.
Dès le début de sa carrière, le travail de l’artiste se développe avec cohérence en se basant sur un processus constructif minutieux qui conjugue son répertoire formel à son univers personnel. Pour reprendre les mots de l’artiste, «l’intérêt de mon œuvre réside dans ses nuances et dans les petites différences, et non pas dans une tentative de le cataloguer dans une ligne de travail spécifique».
Le 10 juin 1992, il est décoré par le grade de Chevalier de l’Ordre Militaire de Sant’lago de Espada.

## Démarche artistique
Les œuvres de José Pedro Croft sont toujours issues de la recherche sur les processus déclenchés dans leur intérieur, où les dimensions visuelle, plastique et poétique des objets créés s’entremêlent, produisant une impression d’équilibre précaire entre l’équilibre stable et l’instable qui, pour l’artiste portugais «reflète la nature transitoire de l’univers.» 
Ses sculptures développent des relations complexes avec leur environnement ainsi qu’avec leurs formes et volumes au moyen de structures simples, presque minimalistes, qui combinent la nature matérielle de l’objet avec ses aspects formels. Dans certains cas, ces derniers sont renforcés par l’utilisation de peinture industrielle brillante appliquée, suggérant une sculpture perçue comme une peinture en relief. De plus, José Pedro Croft utilise des miroirs et du verre pour jouer avec les effets de lumière, d’ombre et de reflets afin de créer de nouveaux volumes et un sens de l’espace altéré, donnant finalement naissance à une tension dialectique entre plein et vide que l’on retrouve également dans ses œuvres sur papier.
« Le critique d’art Luiz Camillo Osório, en regardant le travail récent de Croft, l’on ressent le cheminement d’une pensée architecturale inversée, dans lequel la gravité est confrontée au nom de la clarté à une sorte de fabulation matérielle curieuse, les matériaux utilisés semblent contredire leur fonction première en assumant pleinement une perversion spatiale, incluant vides et reflets, nous faisant percevoir les possibilités des matériaux et de l’espace environnent ce qui initialement semble être impossible car obstrué »

## Parcours

### Expositions
José Pedro Croft est rapidement devenu une figure de proue de la scène artistique contemporaine portugaise. Ses œuvres sont présentées chaque année dans plusieurs expositions internationales individuelles et collectives et il a été choisi pour représenter le Portugal à l'occasion de la 57e Biennale de Venise en 2017.
José Pedro Croft est représenté par Vera Cortes (Lisbonne), Helga de Alvear (Madrid) et Irène Laub Gallery (Bruxelles).

### Biennale de Venise
Le projet de José Pedro Croft pour la Biennale de Venise en 2017 regroupe une série de six sculptures en verre et acier, installées autour du jardin de la Villa Hériot, à Giudecca. Curaté par João Pinharanda, le projet est intitulé Medida Incerta (Uncertain Mesure).
Les six œuvres sculpturales reflètent l’architecture, la nature, les canaux qui les entourent, ainsi que les visiteurs eux-mêmes. Elles altèrent constamment la perception du spectateur en fonction des différents points de vue qu’il adopte. Le travail sculptural de l’artiste ne vise pas à dissimuler les volumes et à réduire la réalité en effaçant ces volumétries dans l’espace urbain, contrairement à l’utilisation traditionnelle du verre miroir dans l’architecture des gratte-ciel modernistes. Il cherche davantage à les exacerber, et à les réinventer en créant des illusions de volume et d’espace. Media Incerta questionne notre compréhension de l’espace et offre en jeu visuel entre objectivité et illusion. En questionnant les notions de stabilité et d’équilibre, cette installation délimite un nouveau cadre d’interprétation de l’espace, à la fois naturel et construit, comme si elle éveillait les sens du spectateur.
Dans la pratique artistique de José Pedro Croft, la sculpture et son contexte sont indissociables. L’artiste est en constant dialogue avec le patrimoine, l’environnement architectural et les œuvres contemporaines préexistantes..

### Collections
Aujourd’hui, son travail est présent dans les collections de divers musées internationaux et institutions tels que le Centre Pompidou à Paris, le Museo Nacional Centro de Arte Reina Sofía à Madrid, la Fondation Calouste Gulbenkian à Lisbonne ou encore le Museu de Arte Moderna à Rio de Janeiro

## Publications monographiques
- Ed. João Pinharanda, José Pedro Croft/ Medida Incerta, 2017 (Hatje Cantz Editions),  (ISBN 978-3-7757-4288-7)
- Ed. Instituto Açoriano de Cultura, José Pedro Croft. gravura, 2009 (Tristan Barbara Editions).
- Ed. Isabel C Rodrigues, José Pedro Croft Esculture. Desenho. Gravura. Fotografia, 2011 (Bial Editions),  (ISBN 978-989-8483-01-0)
- José Pedro Croft Objectos Imediatos, 2014 (Documenta Editions),  (ISBN 978-989-8566-68-3)
- Helena de Gubernatis, José Pedro Croft 1979-2002, 2002 (Fundação Centro Cultural de Belém Editions),  (ISBN 972-8176-75-9)
- Ed. Delfim Sardo, Una coisa José Pedro Croft, 2019 (Galeria municipal dde Matosinhos Editions),  (ISBN 978-972-9143-83-0)